# Speculatores
Speculatores waren gespecialiseerde soldaten ten tijde van het Romeinse Rijk.
Deze elitesoldaten, waarvan elk legioen er tien bezat, hielden zich oorspronkelijk bezig met spionage en terreinverkenning. In tegenstelling tot de exploratores werkten de speculatores alleen. Later werd hun takenpakket echter uitgebreid en werden het lijfwachten, boodschappers en ook wel beulen.

## Lijfwacht van de Romeinse keizers
Nadat werd vermoed dat de Corporis Custodes (ook wel Germaanse of Bataafse lijfwacht genoemd) betrokken waren bij de dood van keizer Nero, werden zij afgeschreven als lijfwacht. Diens opvolger, Galba, promoveerde zijn eigen lijfwacht, de Speculatores, tot keizerlijke lijfwacht. Deze situatie bleef zo tot keizer Trajanus op zijn beurt zijn eigen lijfwacht, de Equites Singulares tot keizerlijke lijfwacht maakte.
De Speculatores werden gerekruteerd uit de beste ruiters van de Pretoriaanse cavalerie, de eenheid die in Rome was belast met de bescherming van de keizer. Ondanks dat het een eigen, losstaande eenheid met een eigen kazerne was, werd de eenheid vaak tot de Pretoriaanse garde gerekend.
De taken van de keizerlijke lijfwacht bestonden onder meer uit het bewaken en beveiligen van de keizer, het bezorgen van keizerlijke post en het samen met de keizer trainen tijdens publieke shows, waarin de keizer zijn rij- en gevechtskunsten toonde aan de bevolking.

## Etymologie
Het woord speculator is Latijn en komt van het werkwoord speculari, wat 'bekijken' of 'bespieden' betekent.